# Luan Vieira
Pour les articles homonymes, voir Luan.
Ne doit pas être confondu avec Luan Garcia.
Luan Guilherme de Jesus Vieira plus communément appelé Luan Vieira ou simplement Luan, est un footballeur brésilien né le 27 mars 1993 à São José do Rio Preto. Il évolue au poste d'attaquant au Grêmio FBPA.

## Biographie

### En club
Le 1er janvier 2014, il signe son premier contrat professionnel en faveur de Gremio. Le 29 janvier 2014 il marque le premier but de sa carrière en Campeonato Gaùcho contre l’équipe du Brésil de Pelotas. Le 27 avril 2014 il fait ses débuts dans le championnat brésilien contre l’Atletico Mineiro. Le 17 août 2014 il marque le premier but de sa carrière en championnat sur penalty contre Criciúma. Le 30 novembre 2017 il remporte la Copa Libertadores (équivalent de la Ligue des champions en Amérique du Sud) en étant meilleur buteur (avec 8 buts) et meilleur joueur de la compétition ce qui attire l’interet de clubs européens comme Liverpool. Le 14 décembre 2019, il rejoint les Corinthians pour un transfert estimé à  7 millions €.Le 24 Janvier 2020 il marque son premier but avec les timãos dans le cadre de la coupe régionale de São Paulo où il sera éliminé de la compétition en finale contre Palmeiras. Le 27 août 2020 il marque son premier but de la saison en championnat contre Fortaleza.

### En équipe nationale
Luan Vieira participe au Tournoi de Toulon 2014 avec l'équipe du Brésil des moins de 20 ans. Lors de la compétition, il inscrit trois buts : un but contre la Corée du Sud (victoire 2-0), puis un doublé contre le Qatar (large victoire 7-0). Le Brésil remporte la compétition en battant la France en finale.
Il est ensuite retenu afin de participer aux Jeux olympiques d'été de 2016 organisés dans son pays natal. Il marque trois buts  dans la compétition contre le Danemark, le Honduras et la Colombie, par la suite il parvient à remporter la compétition face aux Allemands. Juste après la compétition,il intéresse de nombreux clubs européens comme Manchester United, le Paris-Saint-Germain et notamment un fort intérêt de la part du Barça.

## Palmarès
- Vainqueur du Tournoi de Toulon 2014 avec l'équipe du Brésil des moins de 20 ans
- Vainqueur du tournoi de football aux jeux olympiques 2016 avec le Brésil
- Copa Libertadores 2017
- Médaille d'or au jeux olympiques 2016 avec le Brésil